# Estació de Pablo de Olavide
Pablo de Olavide és una estació de la línia 1 del metro de Sevilla situada a la població de Sevilla. Va ser inaugurada el 2 d'abril del 2009, ja que forma part del primer tram (Ciudad Expo - Condequinto) ha inaugurar-se que forma part del primer ferrocarril metropolità d'Andalusia.
| Metro de Sevilla       |          |       |             |                        |
| Procedència/Destinació | <        | Línia | >           | Procedència/Destinació |
| Ciudad Expo            | Guadaira |       | Condequinto | Olivar de Quintos      |